# Barcarena (Pará)
Barcarena é um município brasileiro do estado do Pará, na Região Norte do Brasil. Pertencente à Região Metropolitana de Belém. Localiza-se a uma latitude 01º31'8'' sul e a uma longitude 48º37'1'' oeste, estando a uma altitude de 9 metros.

## História
Os primeiros habitantes das terras de Barcarena eram indígenas do povo Aranã que, durante o período Brasil-colônia, antes de 1709, foram catequizados pelos padres jesuítas. Estes se instalaram em terras doadas por Francisco Rodrigues Pimenta, onde fundaram uma fazenda com o nome de Gibirié, depois conhecida como "Missão Gibirié", fundando aí uma igreja, que ainda serve de matriz.
Posteriormente, o povoado foi elevado à categoria de Freguesia, sob a invocação de São Francisco Xavier. Sua elevação à categoria de Vila aconteceu mediante a promulgação da Lei Estadual nº. 494, de 10 de maio de 1897, ocorrendo sua instalação em 2 de janeiro de 1898, segundo determinado pelo Decreto nº. 513, de 13 de dezembro de 1897.
Devido a sua proximidade de Belém, a cujo território pertenceu até 1938, Barcarena foi palco de importantes acontecimentos durante os agitados anos da Cabanagem. Em seu território morreu o cônego Batista Campos, a 31 de Dezembro de 1834, líder revolucionário paraense que editou um jornal contra o presidente Bernardo Lobo de Souza.
Em 2023, o município de Barcarena passa a integrar a Região Metropolitana de Belém depois da aprovação unânime da Lei Complementar N° 164, de 5 de abril de 2023, por parte da Assembleia Legislativa do Pará e, posteriormente, da sanção do governador Helder Barbalho.

## Etimologia
O nome "Barcarena" se originou da presença, no assentamento populacional, de uma grande embarcação que havia sido batizada como "Arena" vulgarmente conhecida como barca. A junção das duas palavras fez com que a localidade ficasse conhecida como Barcarena. Contudo, também existia em 1487 uma povoação em Portugal chamada Barcarena, e que de lá vinha a maior parte do armamento e pólvora do império português (Fábrica da Pólvora de Barcarena), portanto provavelmente o nome se teve origem nesta localidade portuguesa.

## Economia
A cidade é um importante pólo industrial, onde é feita a industrialização, beneficiamento e exportação de caulim, alumina, alumínio e cabos para transmissão de energia elétrica. A economia tem base tradicional na agricultura, mas também avança com o turismo e com as indústrias instaladas na cidade, gerando crescimento econômico para o município e para o estado do Pará. É em Barcarena que está localizado o maior porto do estado do Pará: o Porto de Vila do Conde, onde a Santos Brasil administra o terminal de contêineres "Tecon" Vila do Conde.

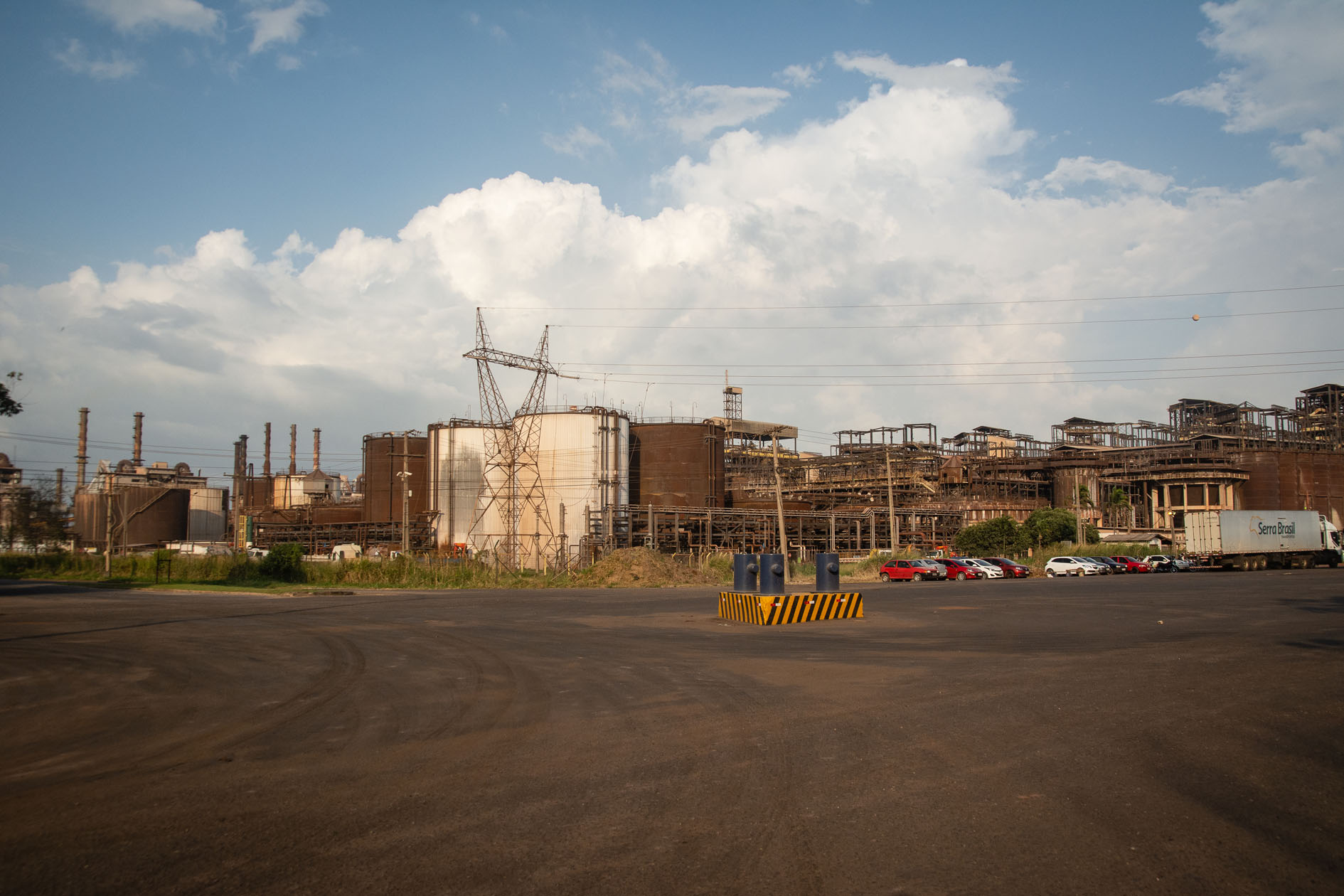
Sede operacional da Alunorte em Barcarena
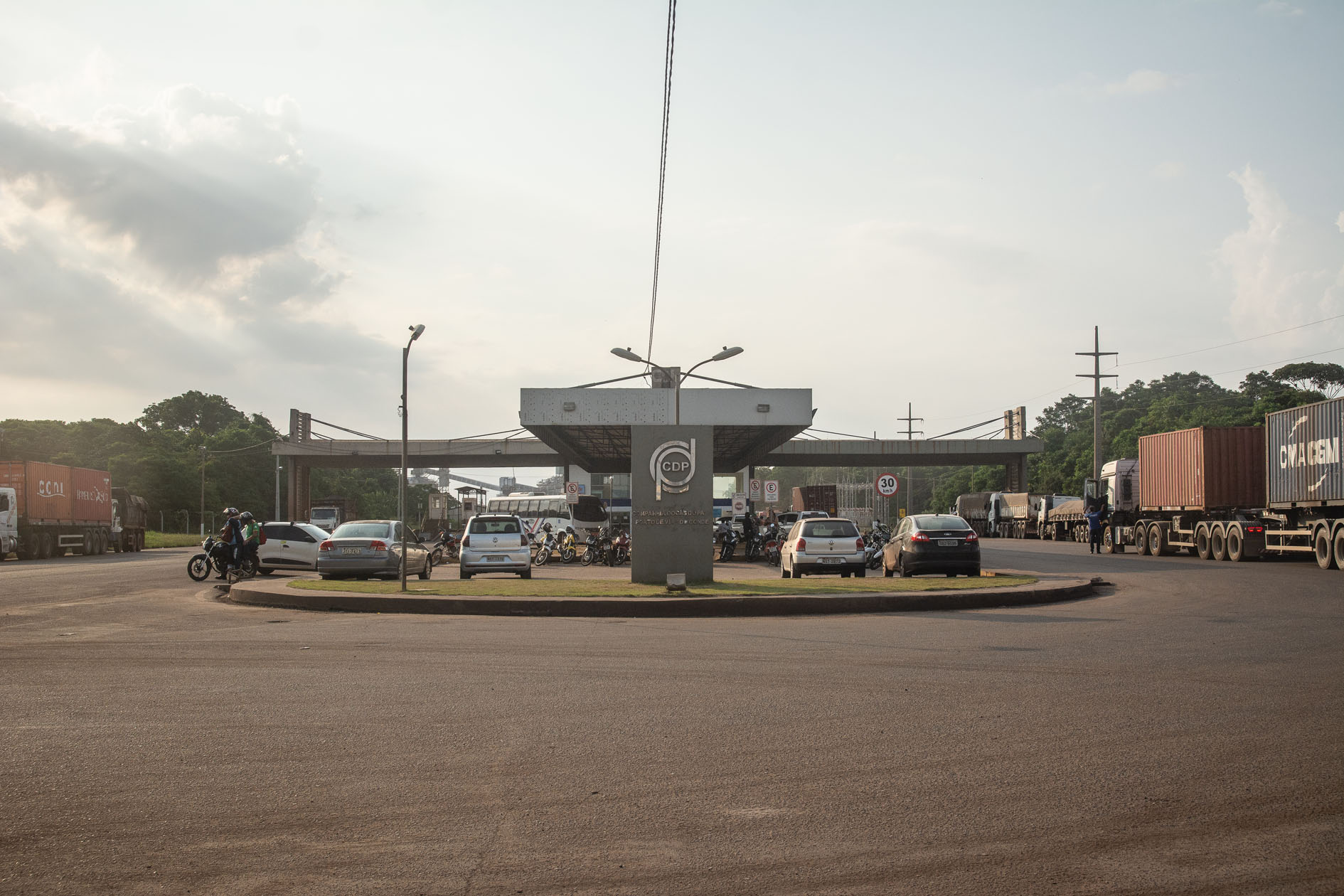
Sede do Porto da Companhia Docas do Pará em Vila dos Cabanos, por onde escoa o alumínio produzido na cidade.
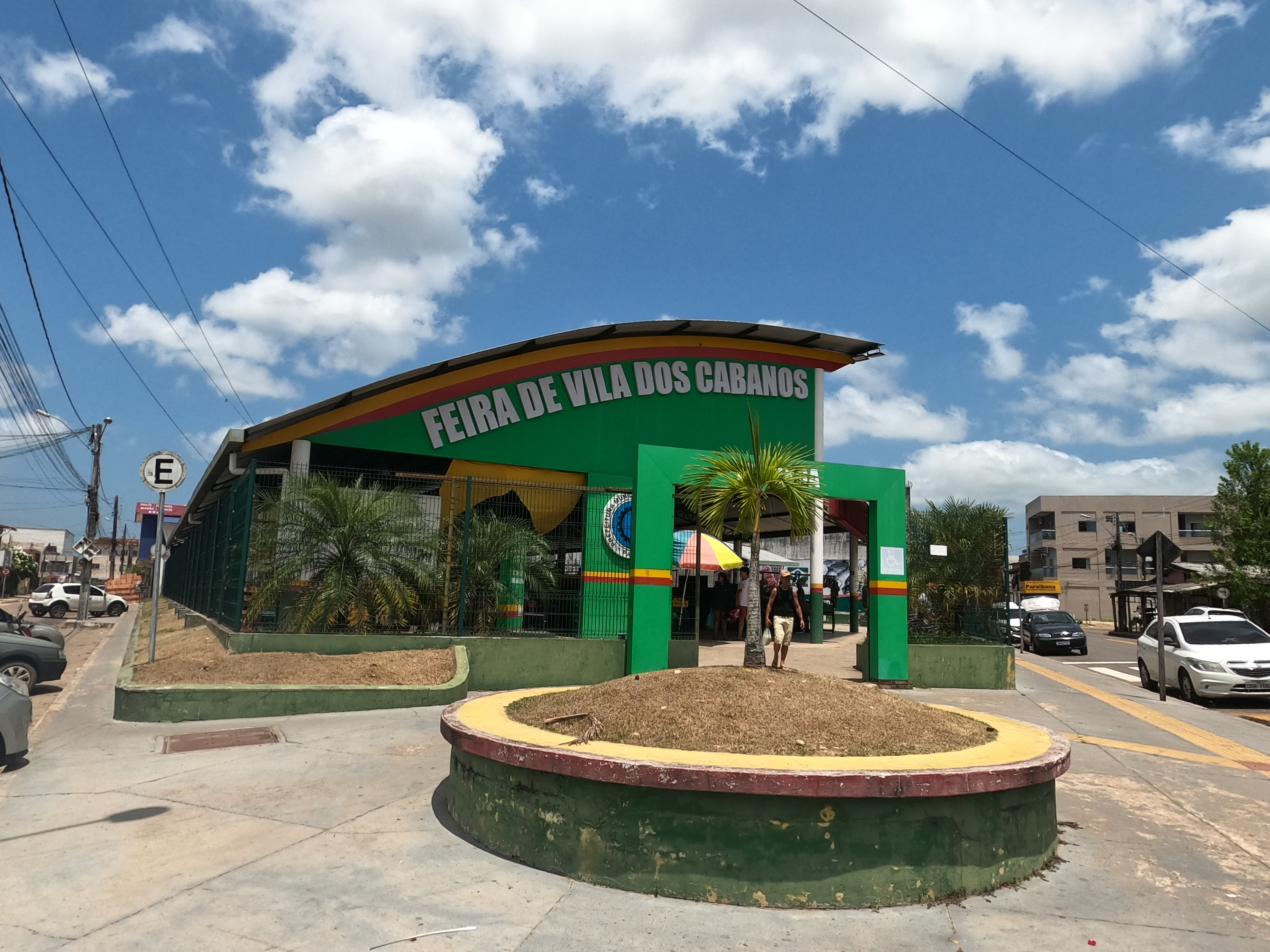
Feira Municipal de Vila dos Cabanos

## Turismo
Barcarena é famosa por suas belas praias. É no município onde encontra-se algumas das mais famosas praias do estado do Pará, como a Praia de Cuipiranga, Praia Guajarino e, a mais famosa da região, a Praia do Caripi, onde se encontra o famoso Trapiche do Caripi. (Na língua tupi “Cari” quer dizer 'branco' e “Pi”, 'maus'.)

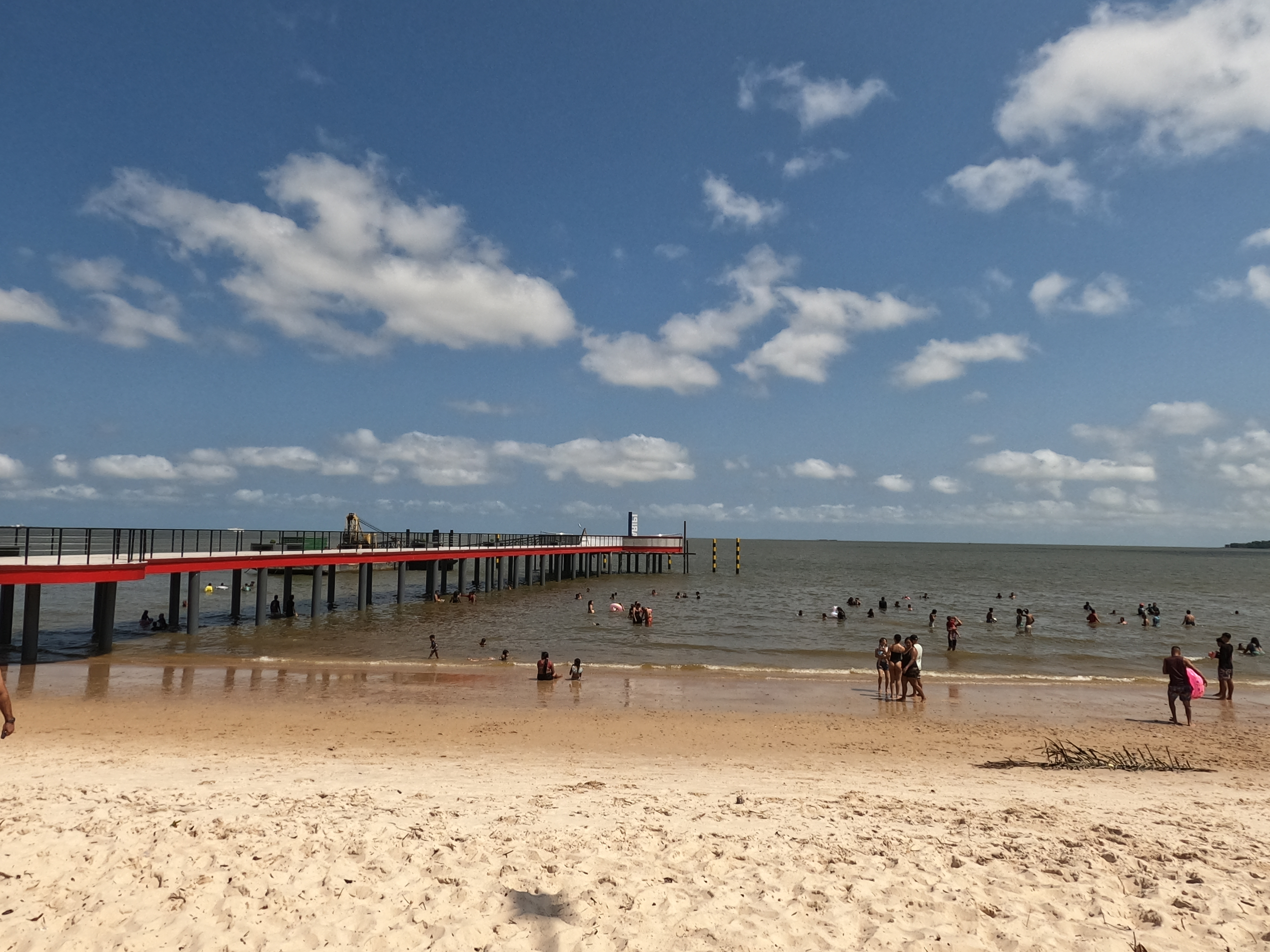
Praia e Trapiche

Além das praias, Barcarena abriga naturalmente centenas de espécies nativas e fortes belezas naturais, assim sendo bastante procurada pelo seu ecoturismo.

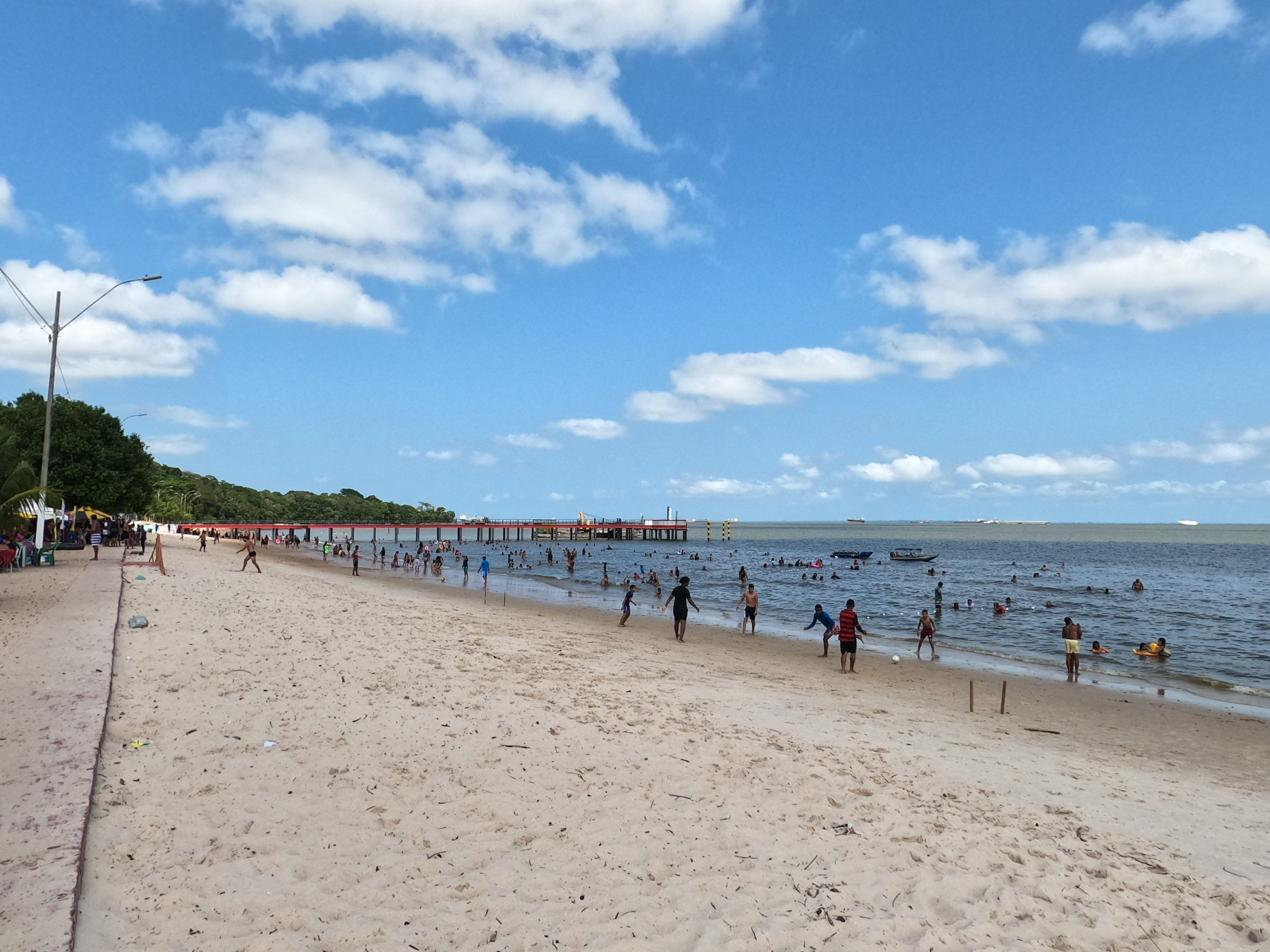
Praia do Caripi

## Cultura
Barcarena tem uma academia de Letras chamada Academia Barcarenense de Letras.